# Aleksandr Bútlerov
Aleksandr Mikhàilovitx Bútlerov (en rus Александр Михайлович Бутлеров), nascut el 15 de setembre de 1828 a Txístopol, província de Kazan, Imperi rus, i traspassat el 17 s'agost de 1886 a Butlerovka, prop de Kazan, fou un químic rus i un dels creadors de la teoria de la química estructural juntament amb Archibald Scott Couper i Friederich August Kekulé.

## Biografia
El pare de Bútlerov, un oficial retirat, éra propietari d'algunes terres. La seva mare morí quan Butlerov només tenia quatre dies i passà la seva infantesa amb els seus avis a Podlesnaya Shantala. Als 16 anys es graduà a l'escola superior de Kazan i entrà a estudiar al departament de física i matemàtiques de la Universitat de Kazan, que en aquell moment era el centre de les ciències naturals a Rússia. En primer lloc Bútlerov s'interessà per la botànica i la zoologia, però després canvià aquestes ciències per la química, amb la decisió de dedicar-li la seva vida, degut a les influències de Karl Ernst Claus i Nikolay Zinin.
El 1849 es graduà a la universitat i el seu professor de química, Karl Ernst Claus, li recomanà que quedàs al seu departament. El 1851 defensà la seva tesina "Oxidació dels composts orgànics", i el 1854, a la Universitat de Moscou, la seva tesi doctoral "Olis essencials". Aquest mateix any es convertí en professor extraordinari de química de la Universitat de Kazan i assistí a Sant Petersburg a un congrés en el qual el seu antic professor Nikolai Zinin, feu una ardent defensa de les idees dels químics francesos Auguste Laurent i Charles Frédéric Gerhardt que impressionaren Bútlerov. Tres anys després passà a ser professor ordinari de la Universitat de Kazan.
Durant el període 1857-1858 Bútlerov viatjà a l'exterior i feu amistat amb molts químics europeus eminents. Participà en reunions de la Societat Química de París, que havia obert les portes recentment. A París, Bútlerov començà els seus primers experiments, que es convertiren en la base de la seva teoria de l'estructura química. Els aspectes clau de la seva teoria els presentà en el seu informe “Sobre l'estructura química de la matèria” durant el congrés de naturalistes i metges alemanys al setembre de 1862. Dmitri Mendeléiev, el 1868, el recomanà per a la càtedra de la Universitat de Sant Petersburg, on treballà la resta de la seva vida. El 1874 fou elegit acadèmic de l'Acadèmia de Ciències de Sant Petersburg. Entre els seus alumnes destaquen Alexei Yevgrafovich Favorskii, Vladímir Markóvnikov, Alexander Mikhaylovich Zaytsev.

## Obra
Hi hagué diversos intents de crear una teoria de l'estructura química dels compostos orgànics abans de Bútlerov. Nombroses obres d'importants químics orgànics es dedicaren a atacar aquest problema. Butlerov conclogué que les fórmules estructurals no ha de ser només una imatge abstracta d'una molècula, sinó que han de reflectir l'estructura real de les molècules. Insistí que cada molècula té la seva pròpia estructura específica i no és capaç de combinar diverses estructures. Bútlerov és el primer químic que suggerí que l'estudi de les propietats químiques de les substàncies pot donar lloc a la recerca de la seva estructura química i viceversa. Bútlerov fou el primer químic que incorporà els dobles enllaços a les estructures dels composts químics. Proposà mètodes per determinar l'estructura química i formulà regles per a la realització d'investigacions. Considerà que la síntesi orgànica sota condicions moderades (temperatures mitjanes, en les quals els radicals mantenen la seva estructura inalterada) pot ser una eina poderosa per a la determinació i la demostració de l'estructura molecular. La seva teoria prediu l'existència de moltes substàncies orgàniques desconegudes aleshores. Per exemple, Butlerov sintetitzà un dels quatre alcohols de butil que prediu la seva teoria i a partir de la seva estructura predigué l'existència d'isòmers. Un altre èxit de la seva teoria fou la predicció de quatre isòmers de l'àcid valèric, tres dels quals se sintetitzaren el 1871 i el quart un any després en el mateix laboratori de Bútlerov.
La teoria de l'estructura química permeté a Butlerov iniciar estudis a fons de la polimerització, que foren continuats pels seus seguidors i el resultat fou el descobriment de la tècnica industrial per a la producció de cautxú sintètic i d'altres síntesis.